# HOT (ПТРК)
HOT (фр. Haut subsoniqueOptiquementteleguide tire d 'un Tube) — франко-німецький важкий протитанковий ракетний комплекс другого покоління. Призначений для знищення бронетехніки та захищених об'єктів (типу бункер, ДОТ, ДЗОТ) та гелікоптерів.
ПТРК був розроблений консорціумом «Euromissile» (Aérospatiale та Messerschmitt-Bölkow-Blohm, а пізніше MBDA France і LFK) в 1974. Він перебував на озброєнні сухопутних військ понад 19 країн світу (а в деяких, і по теперішній час (2009 р.) ).
Розроблено такі варіанти ракети у складі ПТРК «HOT»: 
- «HOT-2» (1985 р.) з кумулятивною БЧ. Діаметр корпусу був збільшений із 136 до 150 мм, в БЧ застосовано нову ВР (октоліт). «НОТ-2» з багатоцільовою БЧ.
- «HOT-3» (1998 р.) з тандемною БЧ.

Комплекс застосовувався під час операції «Буря в пустелі» проти Іраку 1991 року.
Вироблено 90 000.

## Тактико-технічні характеристики

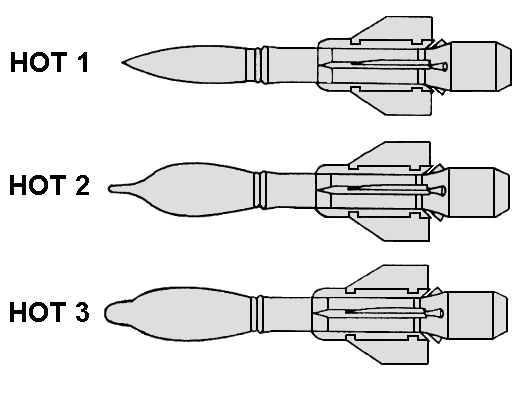

|                                 |                                 | HOT-1                               | HOT-2                               | HOT-3                               |
| ------------------------------- | ------------------------------- | ----------------------------------- | ----------------------------------- | ----------------------------------- |
| Рік прийняття на озброєння      | Рік прийняття на озброєння      | 1975                                | 1985                                | 1998                                |
| Дальність стрільби, м           | Дальність стрільби, м           | 75-4000                             | 75-4000                             | 75-4000                             |
| Швидкість польоту               | максимальна, м/с                | 250                                 | 250                                 | 250                                 |
| Швидкість польоту               | середня, м/с                    | 235                                 | 235                                 | 235                                 |
| Час польоту на дальність:       | 2 км, секунд                    | 9                                   | 9                                   | 9                                   |
| Час польоту на дальність:       | 4 км, секунд                    | 17,3                                | 17,3                                | 17,3                                |
| Бойова частина                  | Тип                             | кумулятивна                         | кумулятивна                         | тандемна, кумулятивна               |
| Бойова частина                  | Маса БЧ, кг                     | 5                                   | 5                                   | 6,48                                |
| Бойова частина                  | Маса ВР (тип), кг               | 3                                   | 4,1 (октиліт)                       |                                     |
| Бойова частина                  | Підривник                       | контактний                          | контактний                          | неконтактний, лазерний              |
| Бронепробивність, мм            | Бронепробивність, мм            | 800                                 | 900                                 | до 1300                             |
| Система управління              | Система управління              | командна, напівавтоматична, дротяна | командна, напівавтоматична, дротяна | командна, напівавтоматична, дротяна |
| Скорострільність, пострілів/хв. | Скорострільність, пострілів/хв. | 2-3                                 | 2-3                                 | 2-3                                 |
| Довжина ракети, мм              | Довжина ракети, мм              | 1275                                | 1300                                | 1300                                |
| Діаметр ракети, мм              | Діаметр ракети, мм              | 136                                 | 150                                 | 150                                 |
| Розмах крила, мм                | Розмах крила, мм                | 310                                 | 310                                 | 310                                 |
| Стартова маса ракети, кг        | Стартова маса ракети, кг        | 23,5                                | 23,5                                | 24,5                                |
| маса ракети в ТПК, кг           | маса ракети в ТПК, кг           | 29,0                                | 32,0                                | 32, 6                               |

## Бойове застосування
2011 року в Лівії французькими військами застосовано 415 ПТКР HOT.

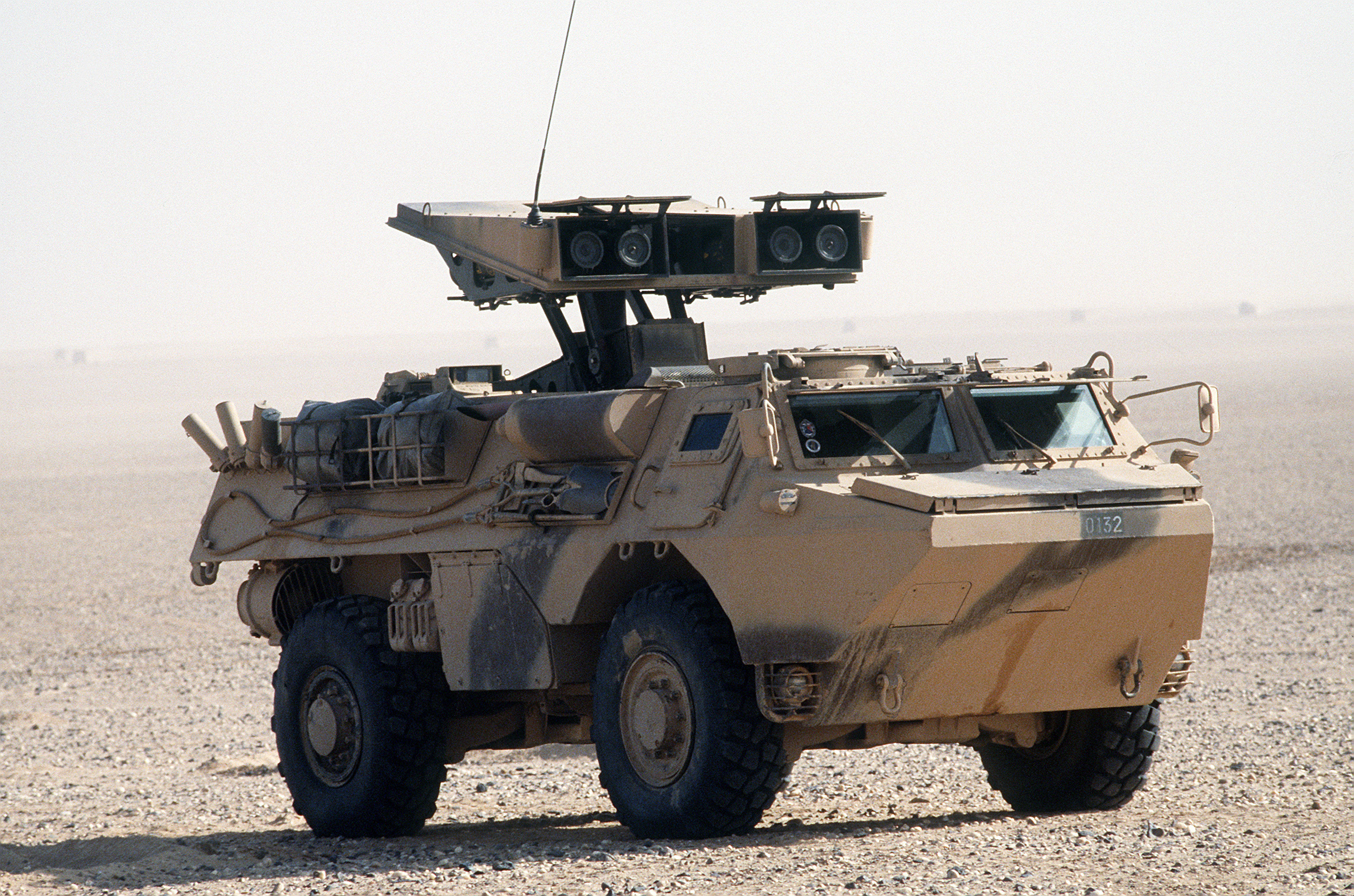
Французький VAB із ракетами HOT
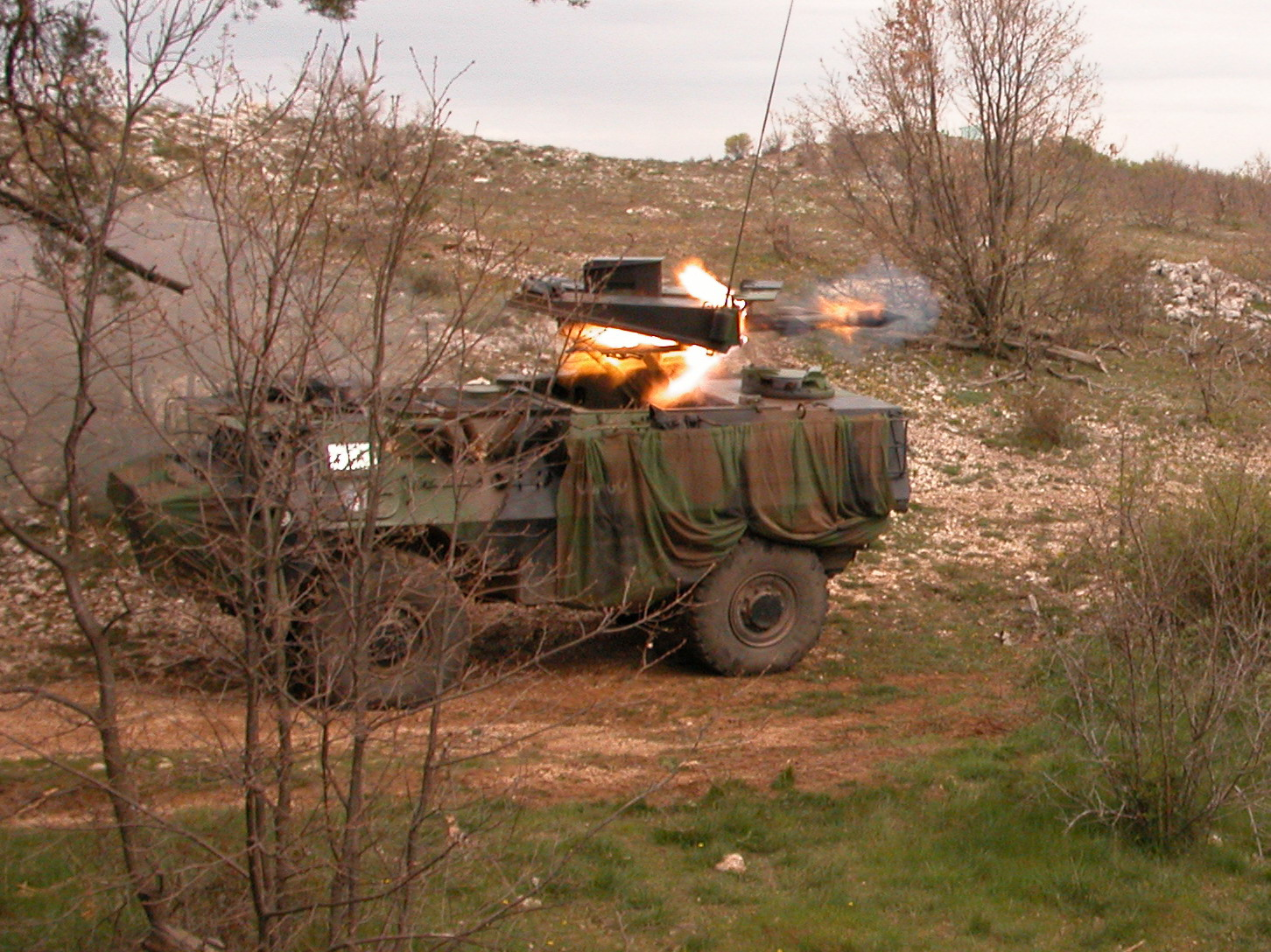
Французький самохідний бронетранспортер VAB MEPHISTO 2-го іноземного піхотного полку з ПТКР HOT. Вересень 2007.
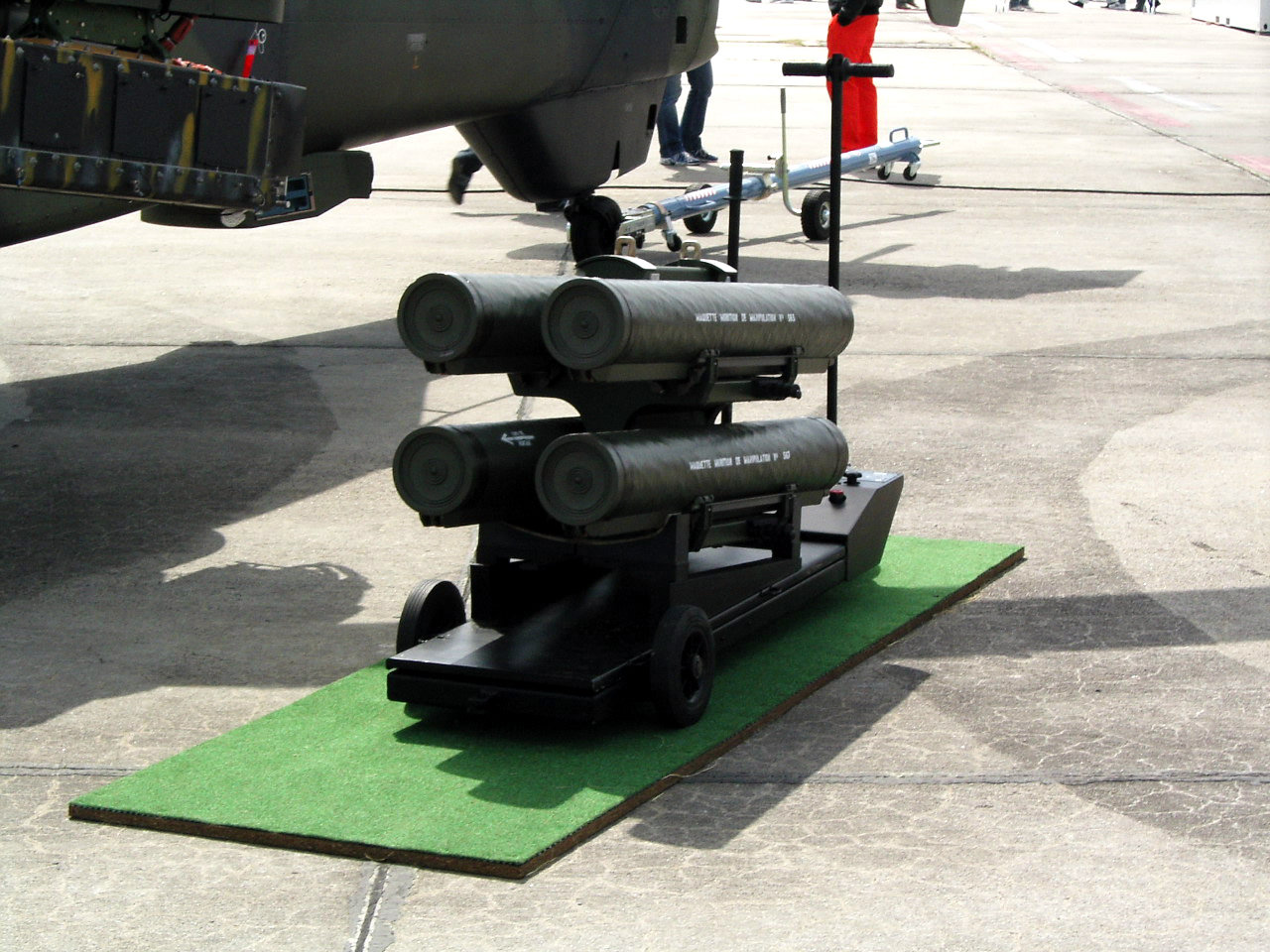
контейнер з ракетами HOT 3 з вертольоту Eurocopter Tiger